# Sphaerodactylus elasmorhynchus
Sphaerodactylus elasmorhynchus — вид геконоподібних ящірок родини Sphaerodactylidae. Ендемік Гаїті.

## Поширення і екологія
Sphaerodactylus elasmorhynchus відомі з типової місцевості, розташованої в горах Масиву де ла Отт на півострові Тібурон, на висоті 790 м над рівнем моря. Вони живуть у вологих тропічних лісах. Відкладають яйця.

## Збереження
МСОП класифікує цей вид як такий, що перебуває на межі зникнення. Sphaerodactylus elasmorhynchus загрожує знищення природного середовища. 